# 索洛涅地区苏维尼
索洛涅地区苏维尼（法語：Souvigny-en-Sologne，法語發音：[suviɲi ɑ̃ sɔlɔɲ]）是法国卢瓦-谢尔省的一个市镇，位于该省东部偏南，属于罗莫朗坦-朗特奈区。

## 地理
索洛涅地区苏维尼（47°38'41"N, 2°9'51"E）面积41.55 平方千米，位于法国中央-卢瓦尔河谷大区卢瓦-谢尔省，该省份为法国中北部省份，北起厄尔-卢瓦省，东北接卢瓦雷省，东南接谢尔省，南至安德尔省，西南接安德尔-卢瓦尔省，西北接萨尔特省。
与索洛涅地区苏维尼接壤的市镇（或旧市镇、城区）包括：塞讷利、伊德、科松河畔瓦讷、沙翁、武宗。

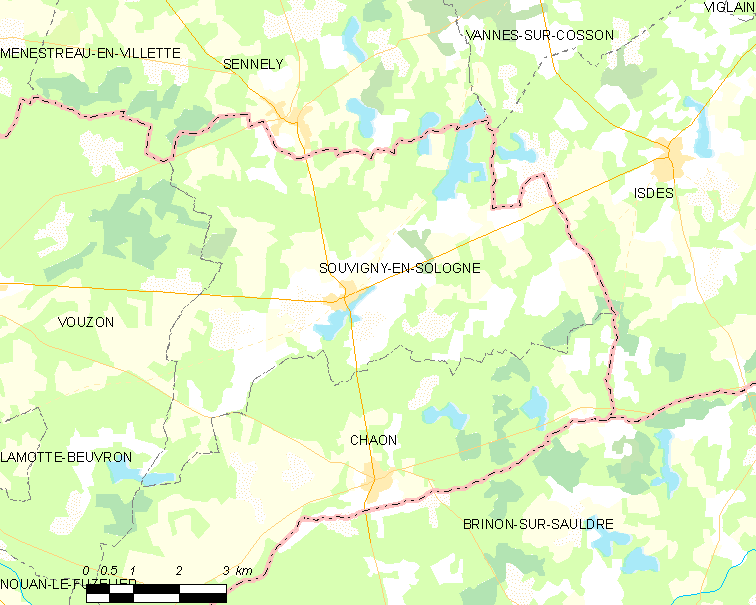
索洛涅地区苏维尼的OSM定位图

索洛涅地区苏维尼的时区为UTC+01:00、UTC+02:00（夏令时）。

## 行政
索洛涅地区苏维尼的邮政编码为41600，INSEE市镇编码为41251。

## 政治
索洛涅地区苏维尼所属的省级选区为拉索洛涅县。

## 人口

1962-2008年间索洛涅地区苏维尼人口变化图示

索洛涅地区苏维尼于2022年1月1日时的人口数量为509人。